# Nemes vadember
A nemes vadember (franciául: bon sauvage) idea több kulturális korszakon átívelő szentimentális, romantikus nézet, amely egyfajta kiútkeresés a civilizációtól meghasonult emberek számára a boldogság újra megtalálása felé. Alapja a modern társadalom által még érintetlen romlatlan vadember ideaképe. Virágkora a 18–19. században volt, de hatása és filozófiája mai napig újra felbukkan. A civilizációval való szembenállás és a modern társadalom problémáira a megoldás keresése továbbra is táplálhatja az újabb korok emberének ezt a szentimentalista elgondolást.

## Jellemzése
A „nemes vadember” idea az irodalomban és filozófia eszmékben testesül meg leginkább. Habár a „nemes vadember” filozófiájának megjelenési formája sokféle lehet, az alapelve mindegyik esetben ugyanaz. Az idea elképzelése szerint az ember eredendően jónak és lelkileg tisztának születik – mentes gyűlölettől, önzéstől és irigységtől -, azonban a civilizáció és modern társadalom megront minket, és ez boldogtalansághoz vezet. Erre pedig a válasz az ősi gyökerek megtalálása és ahhoz való visszatérés. A „nemes vadember” megfogalmazás egy komplex idea fogalomkört ír le és szimbolizál.

## A nemes vadember idea gyökerei
Habár a „nemes vadember” idea fénykora a 18–19. századra tehető, de ennél sokkal régebbi gyökerei vannak. A saját kultúra összevetése a primitívebb társadalommal egészen az ókorig nyúlik vissza, amikor például a görögök a szkítákkal, a rómaiak a germánokkal vetették össze magukat,de a pozitív megközelítés alapvetően feltételezi az emberközpontú reneszánsz gondolkodást. A „vadember” és az akkori modern társadalom találkozásai a nagy földrajzi felfedezések korába tehetőek. Kolumbusz Kristóf és más felfedezők – egyfajta érdekességként – őslakosokat hoztak a királyi udvarokba, de kezdetben még a kor embere nem tudott mit kezdeni a kulturális mássággal. Ekkor még a kalandor felfedezők beszámolói is túlzóak és meseszerűek. Az új tapasztalatok azonban kikezdték a kor világképét, és az irodalomban megjelentek a relativista megközelítés csírái. Michel E. de Montaigne a kannibálokról írt 1579-es értekezésében felveti, hogy az európaitól különböző szokás nem feltétlen jelent rosszat. Így ír erről: „Úgy látszik, az igazságot és az értelmet csak szülőhazánk szokásaihoz és ítéleteihez tudjuk mérni.” Majd felteszi a kérdést: „Vajon ha elfogulatlanul szemléljük, nem civilizáltabbak-e a kannibálok a franciáknál?”
Idővel megindult az érdeklődés az idegen kultúrák iránt, amit már tudományos munka is követ (kulturális antropológia). Igaz, hogy például a viktoriánus korban a tudósok csupán leírások alapján dolgoztak, amit utólag a „karosszék-antropológia” jelzővel illetnek. A felfedező utazások, egzotikus leírások hatására és a romantikára való igénnyel megjelent az idegen kultúra gyümölcseinek magasztalása (xenocentrizmus).

## Jelenléte az irodalomban

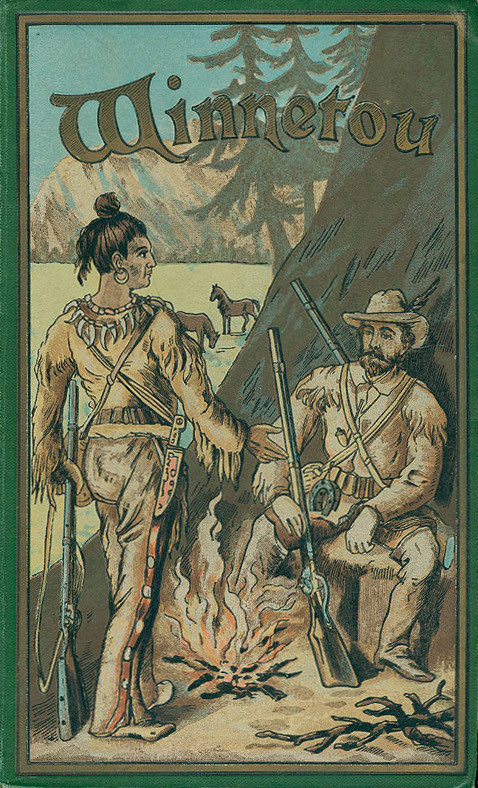
Winnetou könyv borítója (1893)

A „nemes vadember” idea első kiforrottabb formái a felvilágosodás idején jelentek meg. Habár a kifejezést Rousseau nem használta, de értekezett arról, hogy szerinte alapvető különbség van a társadalom és az emberi természet között. Az ember alapvetően, születésétől fogva jó, azonban a civilizált társadalom elronthatja: „Minden jó, amidőn kilép a dolgok alkotójának kezéből, de minden elfajul az ember kezei közt. A földet emitt arra kényszeríti, hogy egy másik föld terményeit táplálja, egy fát arra, hogy egy másiknak a gyümölcseit hordja; vegyíti és összezavarja az éghajlatokat, az elemeket, az évszakokat, megcsonkítja kutyáját, lovát, rabszolgáját; felforgat mindent, eltorzít mindent, szereti az idomtalant, a szörnyszülötteket. Semmit sem akar olyannak, amilyennek a természet alkotta, még az embert sem.” (Emil, avagy a nevelésről.) Feleslegesnek ítélte a művészeteket, amely meglátása szerint az emberi hiúság és büszkeség eszköze. Az „Értekezés az egyenlőtlenségről” művében elismerően beszél az ősközösségről, ahol elgondolása szerint még jelen volt a szánalom és könyörület. 
Kortársa, Voltaire kisregényében, a Vademberben (1767) már megszemélyesül a „nemes vadember”. E könyvében egy kiemelkedően értelmes vadember kerül a francia társadalomba, ahova megpróbál beilleszkedni kisebb-nagyobb nehézségekkel. A történet görbe tükröt tart a kor társadalmi paradoxonai elé, különösképp az egyházat illeti kritikával.
A 19. században népszerűvé váltak a „nemes vadember” motívumaira épülő romantikus történetek, mint például a néger rabszolga és az indián főszereplővel írt regények. Az indiántörténetek két ismert írója James Fenimore Cooper és Karl May regényeit ezen ideákra építették. Habár történeteiket árnyalták azáltal, hogy létezik gonosz indián is, de erre legtöbbször az a magyarázatuk, hogy a fehér telepesek rontották meg őket (ha egy indián rosszat tesz, amögött mindig fehér ember áll – May: Winnettou). Az is érdekes, hogy általánosságban véve nem egyes személyeknek, hanem az egész törzseknek van jellemük. Például Karl Maynál az apacsok jók és a sziúk rosszak. A két író által megalkotott főszereplők, Winnetou, Csingacsguk és Unkasz a „nemes vadember” szimbólumának legjobb példái közé tartoznak.

## Kritikája

Két képkocka a 2001: Űrodüsszeia filmből. Híres vágás, amikor a történet az őskorból az űrkorszakba vált

Az idealizált, modern civilizációtól mentes kultúrák esetén a „nemes vadember” motívum vagy kultúrájának felvázolása egyoldalúan csak a pozitívumok bemutatására és a negatívumok mellőzésére épül. A valóság viszont ennél sokkal negatívabb és árnyaltabb. Habár civilizációs problémáktól többnyire mentesek ezen idealizált népek, de az alacsonyabb fejlettségi szintnek negatív hatásai is vannak. Ezek között nem egy olyan, ami a modern ismeretek hiányának következménye, és a legtöbb embernél túllépi a kulturális tolerancia elfoghatósági határait.

### Irodalmi ellenpéldák
Az irodalomban is számos ellenpélda van, ami szembehelyezkedik a „nemes vadember” ideaképével. Az egyik legismertebb ilyen mű  William Golding A Legyek Ura (1954) regénye. A történet szerint egy csoport angol kisfiú magára marad egy lakatlan szigeten, és miután a civilizációs és társadalmi kontroll megszűnik, a korábbi jól nevelt fiúk egy része megvadul és elaljasodik.
Másik példa Arthur C. Clarke sci-fi regénye a 2001. Űrodisszeia, amiben az ősi közösség kiszolgáltatott és gyenge és túlélést csak a civilizációs fejlődés adhatja.

## Megjelenése a mai kultúrában
Manapság is újra és újra felbukkannak olyan művek, amelyek a „nemes vadember” motívumaira épülnek. Habár filozófiája nem mindig domináns, és néha szabadabban kezelik a meghatározást a vademberre, de az alapmotívum ugyanaz maradt évszázadok óta: a modern társadalom és civilizációtól mentes romlatlan hős(ök) és kultúrájuk idealizálása.
Az idea különös fordított megjelenése a sci-fi műfajban, amikor földi lények fejlettebb fajjal találkoznak, és e magasabb szintű társadalom – egyes tagjai vagy egésze – végül csodálattal tekint az ember nyerseségére és tökéletlenségére. Ez esetben a kitalált fejlett társadalomhoz képest mi, emberek vagyunk a „nemes vademberek”. Ilyen például a Star Trekben a „Q” viszonya az emberekhez.
Néhány filmes „nemes vadember” példa:
- Tarzan
- Az istenek a fejükre estek (1980)
- Krokodil Dundee (1986)
- Egy indián Párizsban (1994) – Voltaire Vadember c. műve által inspirált film
- A jaguár (1996)
- Avatár (2009)

## Lásd még
- Magical Negro
- xenocentrizmus

## Kapcsolódó könyvek
- Voltaire – A vadember
- William Golding – A Legyek Ura